# Cynamonowiec kamforowy
Cynamonowiec kamforowy, drzewo kamforowe, kamforowiec (Cinnamomum camphora Ness et Eberm.) – gatunek drzewa należący do rodziny wawrzynowatych (Lauraceae). Występuje w południowych Chinach, na Tajwanie i w Japonii oraz w Wietnamie. Gatunek długowieczny, żyje do 1000 lat.

## Morfologia

Pokrój drzewa

Liście

PokrójDrzewo wysokości 50 m z masywnym pniem.
DrewnoBrązowożółte, twarde, trwałe, nie podlega uszkodzeniom owadzim.
LiścieSkrętoległe, skórzaste, całobrzegie, długość do 10 cm, jajowate lub eliptyczne, błyszczące.
KwiatyNiepozorne, żółtawe, o średnicy ok. 4 mm. Kwitnie od maja do lipca.
OwocePestkowiec kulisty, granatowy lub prawie czarny, o silnie pachnącym miąższu.

## Zastosowanie
- Roślina uprawna: plantacje na skalę przemysłową prowadzone są w prawie całej południowo-wschodniej Azji, a także w Australii, Afryce, Europie, Ameryce Północnej. Najwięcej kamfory produkują jednak Chiny i Japonia
- Roślina lecznicza: wytwarza olejek kamforowy, który stosuje się nie tylko w medycynie, ale i w przemyśle chemicznym (do wyrobu celuloidu, kauczuku, lakierów, bezdymnego prochu), przemyśle zbrojeniowym i perfumeryjnym.
- Drewno służy do wyrobu mebli, galanterii drzewnej, a także w budownictwie.

## Znaczenie w kulturze
- Cynamonowiec jest symbolem miast Fukuoka i Kariya.

## Znaczenie w hinduizmie
- W hinduizmie cynamonowiec kamforowy symbolicznie reprezentuje boga Ćandrę. Jego znaczenie kultowe zostało objasnione w tekście Susrutasamhita. Sutry wspominają również o rytualnym spożywaniu soku tego drzewa[4].
- Jest używany podczas hinduistycznej ceremonii ślubnych.
- Znajduje zastosowanie jako składnik podczas ofiar ogniowych hawan i jadźńa.